# ۳۳۰ (میلادی)
۳۳۰ (میلادی) سیصد و سیمین سال تقویم میلادی است.

## رویدادها
کنستانتین بزرگ (کبیر) پایتخت امپراتوری روم را از شهر روم، به شهر بیزانتیوم که بعدها کنستانتینوپول یا قسطنطنیه یا استانبول نامیده شد، انتقال داد.

## درگذشتگان
‎